# 皮奥
皮奥是巴西米纳斯吉拉斯州的一个市镇。总面积191.378平方公里，总人口3061人，人口密度16人/平方公里。